# Vallcebre
Vallcebre település Spanyolországban, Barcelona tartományban. Lakosainak száma 271 fő (2024).

## Földrajza
Vallcebre Gisclareny, Guardiola de Berguedà, Cercs, Fígols és Saldes községekkel határos.

## Népesség
A település lakosságának változását az alábbi diagram mutatja:
| Lakosok száma | 199  | 432  | 558  | 944  | 359  | 281  | 264  | 258  | 250  | 271  |
|               | 1717 | 1887 | 1936 | 1960 | 1986 | 2004 | 2009 | 2014 | 2019 | 2024 |